# 마리아 바랑코
마리아 바랑코(María Barranco, 1961년 6월 11일 ~ )는 스페인의 배우이다. 고야상 여우조연상 2회(1988, 1990) 수상자이다.

## 출연 작품
- 더 나이트 오브 더 투 문즈 (2018)
- 유 윌 네버 킥 미 아웃 오브 유 (2016)
- 마녀 사냥꾼 (2013)
- 마이 러브 (2002)
- 가우디 애프터눈 (1998)
- 꿈 속의 여인 (1998)
- 99.9 (1997)
- 보카 보카 (1995)
- 남자들은 다 똑같애 (1994)
- 자파리나 (1994)
- 붉은 다람쥐 (1993)
- 내 사랑 돈 쥬앙 (1990)
- 욕망의 낮과 밤 (1990)
- 룰루 (1990)
- 도박사와 유부녀 (1989)
- 사랑과 예술의 나날들 (1989)
- 신경쇠약 직전의 여자 (1988)